# Crisarobina
La crisarobina è una sostanza contenuta nella pianta Andira Araroba; viene utilizzata nella terapia della psoriasi, specie nei suoi derivati sintetici come il ditranolo. Il suo prodotto di ossidazione è l'acido crisofanico, anch'esso utilizzato in dermatologia.